# Døde i 2003
Døde i 2003  er en liste over notable personer, der er afgået ved døden i 2003 . 

## Januar
| - Maurice Gibb |

- 1. januar – Giorgio Gaber, italiensk sanger-sangskriver og dramatiker (født 1939).
- 1. januar − Joel Antônio Martins, brasiliansk fodboldspiller (født 1931).
- 3. januar – James Eyre, britiske hær generelt (født 1930).
- 3. januar – Sid Gillman, amerikansk fodboldtræner (San Diego Chargers) og medlem af Pro Football Hall of Fame (født 1911).
- 3. januar − Bent Nielsen, dansk forsvarsadvokat (født 1927).
- 6. januar − Hans Christian Høier, dansk maler (født 1919).
- 6. januar - Ib Braun, dansk billedhugger (født 1933).
- 8. januar – Jens Kistrup, dansk forfatter, litteratur- og teaterkritiker (født 1925).
- 10. januar – C. Douglas Dillon, amerikansk diplomat og politiker (født 1909).
- 12. januar – Maurice Gibb, australsk musiker og sangskriver fra Bee Gees (født 1949).
- 12. januar – Dean Amadon, amerikansk ornitolog (født 1912).
- 16. januar – Christian Thomsen, dansk politiker og minister (født 1909).
- 17. januar – Elvi Henriksen, dansk pianist (født 1916).
- 17. januar – Richard Crenna, amerikansk skuespiller (Marooned) (født 1926).
- 18. januar – Harivansh Rai Bachchan, indiske digter (født 1907).
- 19. januar – Françoise Giroud, fransk forfatter og politiker (født 1916).
- 20. januar – Al Hirschfeld, amerikansk bladtegner (født 1903).
- 20. januar – Bill Werbeniuk, canadisk snooker spiller (født 1947).
- 22. januar – George Aitken, skotsk fodboldspiller (født 1925).
- 24. januar – Gianni Agnelli, italiensk iværksætter og formand for Fiat (født 1921).
- 26. januar – Valeriy Brumel, russisk atlet (født 1942).
- 26. januar − Hans Jacob Debes, færøsk forfatter og politiker (født 1940).
- 28. januar – John Philp Thompson, Sr., amerikansk forretningsmand (født 1925).
- 31. januar – Peter Ottewill, britiske verdenskrig RAF officer (født 1915).

## Februar
|  |

- 1. februar – Bodil Kjer, dansk skuespillerinde (født 1917).
- 1. februar − Mongo Santamaria, afro-cubansk latin-jazz percussionist (født 1917).
- 1. februar − William McCool, amerikansk astronaut (født 1961).
- 1. februar − Michael Anderson, amerikansk forsker og astronaut (født 1959).
- 1. februar − David McDowell Brown, amerikansk astronaut (født 1956).
- 1. februar − Kalpana Chawla, amerikansk/indisk forsker og astronaut (født 1961).
- 1. februar − Laurel Clark, amerikansk læge og astronaut (født 1961).
- 1. februar − Rick D. Husband, amerikansk astronaut (født 1957).
- 1. februar − Ilan Ramon, israelsk astronaut (født 1954).
- 2. februar − Lou Harrison, amerikansk komponist (født 1917).
- 7. februar − Paul Schleisner, dansk skuespiller, instruktør og teaterleder (født 1931).
- 8. februar − Carl-Erik Høy, dansk civilingeniør (født 1947).
- 10. februar – Johs. W. Jacobsen, dansk biskop (født 1915).
- 10. februar − Curt Hennig, amerikansk wrestler (født 1958).
- 10. februar − Peter Schat, hollandsk komponist (født 1935).
- 18. februar − Ebbe Clemmensen, dansk arkitekt (født 1917).
- 18. februar − Isser Harel, israelsk politiker (født 1912).
- 21. februar − Frede Møller-Kristensen, dansk orientalist og bibliotekar (født 1933).
- 25. februar – Axel Rolfshammer, kgl. dansk operasanger (født 1917).
- 26. februar − Jaime Ramírez, chilensk fodboldspiller (født 1931).

## Marts
| - Zoran Đinđić - Michael Jeter - Tommy Seebach |

- 2. marts – Svend Haugaard, dansk politiker og højskoleforstander (født 1913).
- 2. marts − Malcolm Williamson, australsk komponist (født 1931).
- 3. marts − Peter Hald Appel, dansk politiker og borgmester (født 1929).
- 5. marts − Kristian Solmer Vedel, dansk designer (født 1923).
- 5. marts − Hardy Amies, britisk skrædder (født 1909).
- 8. marts – Erik Sparre Andersen, dansk matematiker (født 1919).
- 8. marts – Adam Faith, engelsk sanger og skuespiller (født 1940).
- 9. marts – Bernard Dowiyogo, præsident Nauru (født 1946).
- 10. marts − Fritz Spengler, tysk håndboldspiller (født 1908).
- 11. marts – Ivar Hansen, dansk folketingsformand (født 1938).
- 12. marts − Zoran Đinđić, serbisk politiker (født 1952).
- 13. marts – Niels Bjørn Larsen, dansk balletmester (født 1913).
- 13. marts − Viggo Sjøqvist, dansk historiker (født 1913).
- 14. marts – Peter Zinkernagel, dansk filosof (født 1921).
- 15. marts – Kirsten Hüttemeier, dansk kogebogsforfatter (født 1914).
- 16. marts − Rachel Corrie, amerikansk menneskerettighedsaktivist (født 1979). − myrdet
- 16. marts − Teemu Raimoranta, finsk musiker (født 1977).
- 18. marts − Bruno Bernard Heim, Vatikanstatens første apostoliske nuntius i Storbritannien (født 1911).
- 18. marts − Adam Osborne, engelsk computerpioner (født 1939).
- 22. marts − Milton George Henschel, amerikansk religiøs leder (født 1920).
- 23. marts − Tage Nielsen, dansk komponist og rektor (født 1929).
- 23. marts − Mogens Breyen, dansk arkitekt (født 1932).
- 26. marts − Jørgen Jespersen, dansk frihedskæmper (født 1926).
- 26. marts − Leif Roar, dansk operasanger (født 1937).
- 27. marts − Edwin Carr, newzealandsk komponist (født 1926).
- 29. marts – Dr. Carlo Urbani, manden som først opdagede SARS, døde denne dag af selvsamme virus (født 1956).
- 30. marts – Michael Jeter, amerikansk skuespiller (født 1952).
- 31. marts – Tommy Seebach, dansk musiker (født 1949).

## April
|  |

- 1. april – Leslie Cheung, kinesisk musiker og skuespiller (født 1956). – selvmord
- 2. april – Edwin Starr, afrikansk-amerikansk soul sanger (født 1942).
- 6. april – Signi Grenness, dansk skuespiller (født 1919).
- 6. april − Ole Otto Paus, østrigsk/norsk generalmajor (født 1910).
- 7. april – Ib Eisner, dansk maler (født 1925).
- 7. april - Cecile de Brunhoff, fransk forfatter (født 1903).
- 10. april – Little Eva, amerikansk sanger (født 1943).
- 11. april – Cecil Howard Green, britisk-født geofysiker og forretningsmand (født 1900).
- 13. april − Masha og Dasha Krivoshlyapova, russisk siamesiske tvillingepar (født 1950).
- 14. april – Jyrki Otila, finsk quizshow dommer og medlem af europa-parlamentet (født 1941).
- 14. april − Kirby Doyle, amerikansk digter (født 1932).
- 17. april – John Paul Getty II, amerikansk-britisk filantrop (født 1932).
- 20. april – Bernard Katz, tysk biofysiker og nobelprismodtager (født 1911).
- 21. april – Nina Simone, amerikansk sanger og pianist (født 1933).
- 22. april – Felice Bryant, The Everly Brothers sangskriver (født 1925).
- 22. april − Maria Wine, svensk forfatter (født 1912).
- 27. april − Dorothee Sölle, tysk teolog og digter (født 1929).
- 28. april − Hans Henrik Engqvist, dansk arkitekt (født 1912).

## Maj
| - Wendy Hiller - Robert Stack - Paul Hagen |

- 1. maj – Paul Moore, amerikansk, anglikanske biskop (født 1919).
- 1. maj – Wim van Est, hollandsk cyklist (født 1923).
- 1. maj – Miss Elizabeth, WWE brydning figur (født 1960).
- 3. maj – Suzy Parker, skuespillerinde; topmodel i 1950'erne (født 1932).
- 8. maj – Thomas Jensen (Fisker Thomas), dansk sanger (viser) (født 1919).
- 8. maj − Frits Pedersen, dansk direktør (født 1919).
- 11. maj – Noel Redding, engelsk musiker (født 1945).
- 12. maj – Prince Sadruddin Aga Khan, fransk U.N. Højkommissariat for Flygtninge (født 1933).
- 12. maj – Stan Lay, new Zealand spydkaster (født 1906).
- 12. maj – Jeremy Sandford, britiske manuskriptforfatter (født 1930).
- 14. maj – Wendy Hiller, engelsk skuespillerinde (født 1912).
- 14. maj – Robert Stack, amerikanske skuespiller (født 1919).
- 15. maj – June Carter, amerikansk sanger (født 1929).
- 15. maj – Rik Van Steenbergen, belgisk cykelrytter (født 1924).
- 16. maj − Edith Yde Thomassen, dansk digter (født 1909).
- 16. maj − Constantin Dăscălescu, rumænsk premierminister 1982−89 (født 1923).
- 17. maj – Jørgen Fønss, dansk skuespiller og kgl. operasanger (født 1918).
- 17. maj − Edith Carlmar, norsk skuespiller og filminstruktør (født 1911).
- 19. maj – Paul Hagen, dansk skuespiller (født 1920).
- 19. maj − Ole Berthelsen, dansk geolog (født 1919).
- 21. maj – Alejandro de Tomaso, racerkører og industrimand fra Argentina (født 1928).
- 24. maj – Rachel Kempson, britisk skuespillerinde (født 1910).
- 26. maj – Lise Panduro, dansk opera- og operettesagner (født 1927).
- 27. maj – Luciano Berio, italiensk komponist (født 1925).
- 28. maj – Ilya Prigogine, belgisk fysiker, kemiker og nobelprismodtager (født 1917).
- 29. maj – Jørgen Kiil, dansk skuespiller (født 1931).

## Juni
| - Gregory Peck - Katharine Hepburn |

- 2. juni – Elsa Kourani, dansk skuespiller (født 1913).
- 7. juni − Georges Pichard, fransk tegneserietegner (født 1920).
- 7. juni − Kristine Heltberg, polsk/dansk filolog (født 1924).
- 10. juni − Palle Kähler, dansk fodboldspiller (født 1939).
- 10. juni − Otto Fog-Petersen, dansk journalist (født 1914).
- 12. juni – Gregory Peck, amerikansk skuespiller (født 1916).
- 14. juni − Jimmy Knepper, amerikansk komponist (født 1927).
- 15. juni – Hume Cronyn, canadisk skuespiller (født 1911).
- 15. juni − Philip Stone, engelsk skuespiller (født 1924).
- 17. juni – Svend Bjerre, dansk skuespiller, parodist og entertainer (født 1938).
- 21. juni – Leon Uris, amerikansk forfatter (født 1924).
- 23. juni − Egon Rasmussen, dansk forstander (født 1931).
- 24. juni − Alex Gordon, amerikansk filmproducer (født 1922).
- 26. juni − Marc-Vivien Foé, camerounsk fodboldspiller (født 1975).
- 26. juni − Strom Thurmond, amerikansk senator (født 1902).
- 29. juni – Katharine Hepburn, amerikansk skuespillerinde (født 1907).
- 29. juni − Mogens Koktvedgaard, dansk jurist og dr.jur. (født 1933).

## Juli
| - Benny Carter - Bob Hope |

- 1. juli – Herbie Mann, amerikansk jazzfløjtenist (født 1930).
- 4. juli – Barry White, amerikansk producer og sanger (født 1944).
- 10. juli – Hartley Shawcross, Baron Shawcross, britiske chefanklager ved Nürnberg-processerne (født 1902).
- 12. juli − Benny Carter, amerikansk jazzmusiker (født 1907).
- 13. juli – Compay Segundo, cubansk guitarist og sangskriver (født 1907).
- 16. juli – Alida Johanna van den Bos, hollandsk gymnast (født 1902).
- 17. juli – Rosalyn Tureck, amerikansk pianist (født 1914).
- 17. juli – Cosper, dansk tegner (født 1911).
- 17. juli − Walter Zapp, tyskbaltisk opfinder (født 1905).
- 17. juli − Erland Herkenrath, schweizisk håndboldspiller (født 1912).
- 18. juli − Ib Eugen Jersing, dansk officer (født 1917).
- 20. juli − Iven Reventlow, dansk modstandsmand og psykolog (født 1926).
- 22. juli − Qusay Hussein, søn af Saddam Hussein (født 1966). − henrettet
- 22. juli − Uday Hussein, søn af Saddam Hussein (født 1964). − henrettet
- 24. juli − Bent Mohn, dansk redaktør (født 1928).
- 25. juli – John Schlesinger, britisk filminstruktør (født 1926).
- 25. juli − Villy Karlsson, dansk modstandsmand (født 1919).
- 26. juli − Hilde Levi, tysk/dansk dr.phil. i kemi og fysik (født 1909).
- 27. juli – Bob Hope, amerikansk entertainer og skuespiller (født 1903).
- 27. juli – Henning Holck-Larsen, dansk ingeniør, direktør og generalkonsul (født 1907).
- 30. juli – Sam Phillips, amerikansk musikproducer (født 1923).
- 30. juli − Jens Christian Manniche, dansk historiker (født 1943).

## August
| - Idi Amin - Charles Bronson |

- 2. august – Knud Poulsen, dansk journalist, forfatter, teaterdirektør, oversætter og radiokommentator (født 1920).
- 2. august − Vibeke Reumert, dansk skuespillerinde (født 1909).
- 4. august − Pål Arne Fagernes, norsk spydkaster og bokser (født 1974). − bilulykke
- 5. august – John Flemming, britisk økonom (født 1941).
- 8. august – Lilli Gyldenkilde, dansk politiker (født 1936).
- 9. august – Gregory Hines, amerikansk skuespiller (født 1946).
- 9. august − Jimmy Davis, engelsk fodboldspiller (født 1982). − bilulykke
- 12. august – Else Marie Hansen, dansk skuespillerinde (født 1904).
- 13. august − Lothar Emmerich, tysk fodboldspiller og -træner (født 1941).
- 14. august − Helmut Rahn, tysk fodboldspiller (født 1929).
- 16. august – Idi Amin, militær diktator i Uganda (født 1928).
- 18. august − Poul Vad, dansk forfatter og kunsthistoriker (født 1927).
- 19. august − Sérgio Vieira de Mello, brasiliansk FN-diplomat (født 1948).
- 23. august – Charlotte Ammundsen, dansk politiker og borgmester (født 1947).
- 23. august − Werner Thierry, dansk forfatter og lektor (født 1916).
- 29. august − Vladimír Vašíček, tjekkisk maler (født 1919).
- 30. august – Charles Bronson, amerikansk filmskuespiller (født 1921).

## September
| - Anna Lindh - Johnny Cash - Robert Palmer - Donald O'Connor - Elia Kazan |

- 6. september − Louise Platt, amerikansk skuespillerinde (født 1915).
- 8. september – Leni Riefenstahl, tysk filmfotograf, kendt som Hitlers fotograf. (født 1902).
- 8. september − Erik Hansen, dansk skuespiller (født 1913).
- 9. september – Edward Teller, brintbombens "fader" (født 1908).
- 9. september − Aage Wulff, dansk heraldiker (født 1918).
- 11. september – Anna Lindh, svensk udenrigsminister (født 1957). – myrdet
- 11. september − John Ritter, amerikansk skuespiller (født 1948).
- 12. september – Johnny Cash, amerikansk countrysanger (født 1932).
- 12. september − Frederik Raben-Levetzau, dansk forfatter (født 1930).
- 15. september − Sergio Ortega, chilensk komponist (født 1938).
- 17. september – Ken Gudman, dansk janitshar (trommeslager) (født 1947).
- 17. september − Mickey Borgfjord Larsen, dansk rocker (født 1971). − bilbombe
- 22. september − Joseph Kuklinski, polsk/amerikansk morder (født 1944).
- 22. september − Wolfgang Peters, tysk fodboldspiller (født 1929).
- 23. september – Jan Stage, dansk journalist og forfatter (født 1937).
- 25. september − Donald M. Nicol, britisk historiker (født 1923).
- 25. september − Franco Modigliani, italiensk økonom (født 1918).
- 26. september – Robert Palmer, engelsk sanger og rockmusiker (født 1949).
- 27. september – Donald O'Connor, amerikansk skuespiller (født 1925).
- 28. september – Elia Kazan, græsk-amerikansk filminstruktør (født 1909).
- 28. september − Jens Svendsen, dansk bankdirektør (født 1910).
- 30. september − Eddie Gladden, amerikansk jazztrommeslager (født 1937).

## Oktober
|  |

- 1. oktober − John Brim, amerikansk musiker og sanger (født 1922).
- 2. oktober − Otto Günsche, tysk oberstløjtnant og Hitlers personlige adjudant (født 1917).
- 4. oktober − Jens Asby, dansk skuespiller (født 1912).
- 6. oktober − William Herrmann, amerikansk gymnast (født 1912).
- 9. oktober − Carl Fontana, amerikansk trombonist (født 1928).
- 13. oktober – Bertram N. Brockhouse, canadisk fysiker og nobelprismodtager (født 1918).
- 14. oktober – Knud Leif Thomsen, dansk filminstruktør, -producent og manuskriptforfatter (født 1924).
- 14. oktober − Moktar Ould Daddah, mauretansk præsident 1960-78 (født 1924).
- 16. oktober − Stu Hart, canadisk wrestler (født 1915).
- 16. oktober − László Papp, ungarsk bokser (født 1926).
- 18. oktober − Sverri Djurhuus, færøsk forfatter (født 1920).
- 20. oktober – Lis Stoltenberg, dansk maler og billedhugger (født 1919).
- 21. oktober − Harald Langberg, dansk kunsthistoriker (født 1919).
- 21. oktober − Elliott Smith, amerikansk sanger (født 1969). − selvmord
- 28. oktober − Dimitar Sagaev, bulgarsk komponist (født 1915).
- 30. oktober − Ole Woldbye, dansk fotograf (født 1930).
- 30. oktober − Börje Leander, svensk fodboldspiller (født 1918).
- 30. oktober − Abel Ehrlich, israelsk komponist (født 1915).

## November
|  |

- 1. november − Kent Kennan, amerikansk komponist og forfatter (født 1913).
- 10. november – Morten Lange, Socialistisk Folkepartis medstifter, tidligere rektor for Københavns Universitet og professor i botanik (født 1919).
- 12. november − Allan J. Erslev, dansk/amerikansk læge (født 1919).
- 12. november − Jonathan Brandis, amerikansk skuespiller (født 1976). − selvmord
- 13. november − Søren Søltoft Madsen, dansk forsvarsadvokat (født 1935).
- 13. november − Harry Meistrup, dansk tennisspiller (født 1899).
- 17. november − Peter Lindroos, finsk operasanger (født 1944) − bilulykke.
- 18. november – Michael Kamen, amerikansk dirigent og musiker (født 1948).
- 19. november – Hans Tabor, dansk diplomat og politiker (født 1922).
- 26. november – Lise Thomsen, dansk skuespiller (født 1914).
- 27. november − Kristian Mogensen, dansk landsretssagfører (født 1926).
- 28. november − Jón Pétursson, islandsk atlet (født 1936).
- 30. november − Jens Torstensen, dansk fodboldspiller (født 1928).

## December
| - Alan Bates |

- 3. december – David Hemmings, engelsk skuespiller (født 1941).
- 3. december – Frovin Sieg, dansk møntsamler (født 1924).
- 6. december – Jerry Tuite, amerikansk wrestler (født 1966).
- 6. december − Barry Long, australsk spirituel lærer (født 1926).
- 8. december – Rubén González, cubansk pianist (født 1919).
- 10. december – Ettore Perazzoli, Italiensk gratis software developer (født 1974).
- 10. december – John Watts, Britiske hær generelt (født 1930).
- 12. december – Heydar Aliyev, tidligere præsident i Aserbajdsjan (født 1923).
- 14. december – Jeanne Crain, amerikansk skuespillerinde (født 1925).
- 15. december – Reinhart Behr, tysk lærer, matematiker, fysiker, politiker og forfatter (født 1928).
- 17. december − Bent Brier, dansk højskoleforstander, jurist og politiker (født 1923).
- 18. december − Ergilio Hato, fodboldspiller fra Curaçao (født 1926).
- 20. december – Viggo Møller-Jensen, dansk arkitekt (født 1907).
- 21. december – Ole Rendbæk, dansk direktør og erhvervsleder (født (1943).
- 22. december – Dave Dudley, amerikanske sanger (født 1928).
- 23. december − Don Lamond, amerikansk jazztrommeslager (født 1920).
- 27. december – Alan Bates, engelsk skuespiller kendt fra bl.a. filmen Zorba (født 1934).
- 30. december − David Bale, sydafrikansk entreprenør (født 1941).
- 31. december − Bjarne Saxhof, dansk lektor (født 1953).